# ガンマ文庫
ガンマ文庫（ガンマぶんこ）は、竹書房が1996年2月から1997年6月にかけて刊行していたライトノベル系文庫レーベル。
竹書房が1996年6月まで刊行していた漫画雑誌『コミックガンマ』掲載作品を中心に漫画やコンピュータゲームのノベライズ作品がラインナップの大半を占めていたが、コミックガンマが休刊し自前のメディアミックス戦略を展開する意味が薄れたことなどもあり短命に終わった。
なお、竹書房は2006年にゼータ文庫でライトノベルに再参入しているが、ゼータ文庫はガンマ文庫と異なりノベライズ作品に依存しないオリジナル作品中心のラインナップとなっていた。

## タイトル一覧
- エーベルージュ 最高の親友（阪本良太）
- 幻日の世界エルハザード 天泣編・地泣編（桑原忍）
- さよりなパラレル外伝 マヤヤイリリぱにっく（工藤治）
- 神秘の世界エルハザード
  - 幻書伝 紅の書（健部伸明・桑原忍）
  - 幻書伝 翠の書（行雲斎流水・桑原忍）
  - 幻書伝 橙の書（植田浩二・桑原忍）
  - 王立エルハザード大学（健部伸明・桑原忍）
  - 王立大学課外授業編（健部伸明・桑原忍）
- SHADOW SKILL（原作：岡田芽武）
  - 心・影技（関島眞頼）
  - 業・影技（渡辺大祐）
- ツインハウンド（桜川寿）
- TWIN TRAP（あきみれい）
- ハードラック（美月ひな）
- BLUE SEED（荒川稔久）